# Institut d'Estudis Aranesos - Acadèmia Aranesa de la Llengua Occitana
L'Institut d'Estudis Aranesos - Acadèmia Aranesa de la Llengua Occitana (IEA-AALO) (en aranès Institut d'Estudis Aranesi - Acadèmia Aranesa dera Lengua Occitana) és una institució acadèmica que té per objecte l'alta investigació i l'estudi de l'aranès, i l'establiment dels criteris de normativa d'acord amb els principis de la gramàtica occitana de Loís Alibèrt i les Normes ortografiques der aranés, com a part integrant de l'espai lingüístic i cultural occità.
Així mateix, col·labora també amb entitats acadèmiques, de recerca o culturals reconegudes per institucions públiques de l'espai occità, en l'establiment de la normativa lingüística de referència per al conjunt de la llengua occitana.
La seu és a Vielha a la Val d'Aran. El President és l'aranès Jusèp-Loís Sans Socasau, històric promotor i defensor de la llengua, cultura i nació occitanes. Va ser creat el 2002. Depèn del Conselh Generau d'Aran, que el 2008 va reconèixer-lo com a autoritat lingüística de l'aranès a la Vall d'Aran, confirmada el 2010 per la Llei de l'occità, aranès a l'Aran. La Generalitat de Catalunya el gener de 2014 li va atorgar l'estatut d'acadèmia i d'autoritat lingüística. És l'autoritat per a l'assessorament que, en matèria de llengua occitana, li sigui sol·licitat per les administracions públiques i els organismes que en depenen, i també pels centres d'ensenyament públics i privats i pels mitjans de comunicació de titularitat pública, d'acord amb la llei de 2010.
Estableix i actualitza la norma lingüística de la varietat aranesa de l'occità i vetllar que la reforma ortogràfica sigui coherent amb tot el seu àmbit lingüístic. Col·labora en el progrés i en el desenvolupament de la llengua, de la cultura i de la societat en general. Així, el 2018 s'ha trobada amb el Parlament Europeu a Estrasburg per queixar-se de la poca sol·licitud i cura de les llengües minoritàries per part de l'Estat espanyol.

## Organització
L'IEA-AALO s'estructura en dues seccions: la secció aranesa, encarregada d'establir i actualitzar la norma lingüística de la varietat aranesa de la llengua occitana, i la secció estàndard, encarregada d'assessorar sobre la unitat de la llengua occitana i el tronc comú. A data del 2017, la secció aranesa és formada pels membres numeraris següents:
- Jusèp-Loís Sans Socasau
- Jèp de Montoya
- Miquèu Segalàs
- Angelina Cases
- Maria Elvira Riu
- Lourdes España
- Joan-Pau Ferrè
- Ròsa Maria Salgueiro
- Bernat Arrós

La secció estàndard és formada pels membres numeraris següents: 
- Joan Sales-Lostau
- Patrici Pojada
- Florian Vernet
- Jacme Taupiac

## Publicacions destacades[8]
- Vocabulari ortografic der aranés (varianta occitana)
- Vocabulari fonetic basic der aranés (varianta occitana)
- Es vèrbs en aranés (varianta occitana)
- Diccionari bilingüe anglés-aranés, de Ryan Furness